# Saison 1987-1988 du Paris Saint-Germain
Maillots
Chronologie
Saison précédente Saison suivante
La saison 1987-1988 du Paris Saint-Germain est la 18e saison de son histoire et la 15e en première division.

## Compétitions

### Championnat
La saison 1987-1988 de Division 1 est la cinquantième édition du Championnat de France de football. La division oppose vingt clubs en une série de trente-huit rencontres. Les meilleurs de ce championnat se qualifient pour les coupes d'Europe que sont la Coupe des clubs champions européens (le vainqueur), la Coupe UEFA (les deux suivants) et la Coupe des vainqueurs de coupe (le vainqueur de la Coupe de France). Le Paris Saint-Germain participe à cette compétition pour la quinzième fois de son histoire et la quatorzième fois de suite depuis la saison 1974-1975.

#### Classement final
Le Paris Saint-Germain termine quinzième avec 12 victoires, 10 matchs nuls et 16 défaites. Une victoire rapportant deux points et un match nul un point, le PSG totalise donc 34 points. Avec 36 buts marqués, le bilan offensif du PSG n'est pas meilleur que la saison précédente, le meilleur buteur du club cette saison, le sénégalais Oumar Sène, n'a inscrit que 6 buts.

### Coupe de France
La Coupe de France 1987-1988 est la 71e édition de la Coupe de France, une compétition à élimination directe mettant aux prises tous les clubs de football amateurs et professionnels à travers la France métropolitaine et les DOM-TOM. Elle est organisée par la FFF et ses ligues régionales.
C'est le FC Metz qui remportera cette édition de la Coupe de France en battant aux tirs au but le FC Sochaux (score final de 1-1, 5 t-à-b 4).